# Jean Gosselin (entrepreneur)
Pour les articles homonymes, voir Jean Gosselin et Gosselin.
Jean Gosselin est un chef d'entreprise français, créateur de la Société des grands travaux de France, condamné pour faits de collaboration à la Libération.
Le 12 décembre 1940, Jean Gosselin crée la Société de grands travaux de France, qui jouera un grand rôle dans la construction du Mur de l'Atlantique. Il construit ainsi les blockhaus de Fécamp, les fortifications du camp d'Orly et du Bourget, les abris antiaérien de Cherbourg. La société travaille essentiellement pour l'armée allemande.
Durant l'occupation, il finance le PPF de Jacques Doriot, mais en août 1944, il verse 1 400 000 Francs à la Résistance.
Il est condamné à deux ans de prison et à la confiscation de ses biens.